# Хенри Мур
Хенри Спенсър Мур (на английски: Henry Spencer Moore) е английски художник и скулптор, представител на модернизма в изкуството. Известен е с монументалните си абстрактни скулптури, поставени по цял свят на публични места. В тях той постига синтез между абстракция и фигуративност, внедрявайки пейзажни характеристики в образите на човешки тела. Почетен доктор на Харвардския, Кеймбриджкия, Лондонския и Лийдския университет.

## Галерия
- Draped Seated Woman 1957–58, Еврейски университет на Йерусалим
- Three Piece Reclining figure No.1, (1961), Скулптурен парк на Йоркшир
- Семейство (1950) бронз, Barclay School, Stevenage, Hertfordshire
- Two Piece Reclining Figure No. 5, бронз, (1963–64), Kenwood House grounds, Лондон
- Овал с точки, (1968–70), Фондация „Хенри Мур“
- Sheep Piece 1971–72, Цюрих, Швейцария
- Large Two Forms, Art Gallery of Ontario
- Двойният овал, 1977, Jardine House, Central, Хонг Конг

## За него
- Darracott, J. Henry Moore War Drawings.   1975.
- Feldman, Anita. Henry Moore Textiles.   Surrey, Lund Humphries, 2009. ISBN 978-1-84822-052-2.
- Feldman, Anita. Henry Moore: Large Late Forms.   London, Gagosian, 2013.
- Feldman, Anita. Body & Void: Echoes of Moore in Contemporary Art.   Perry Green, The Henry Moore Foundation, 2014. ISBN 978-0-906909-32-4.
- Feldman, Anita, Pinet, Hélène, Moore, Mary. Moore Rodin.   Perry Green, The Henry Moore Foundation, 2013. ISBN 978-0-906909-31-7.
- Feldman, Anita, Woodward, Malcolm. Henry Moore Plasters.   London, Royal Academy of Arts, 2011. ISBN 978-1-907533-11-2.
- Hedgecoe, John. A Monumental Vision: The Sculpture of Henry Moore.   Collins & Brown, 1998. ISBN 1-55670-683-9.
- Henry Moore: Sculpting the 20th Century.   New Haven, Yale University Press, 2001.
- Mitchinson, David, Feldman Bennet, Anita. Moore: The Graphics.   2002. ISBN 0-906909-26-0.
- Moore, Henry. Henry Moore: Model to Monument.   New York, Kent Fine Art, 1986. ISBN 1-878-60721-9.
- O'Reilly, Sally, Oliver, Clare. Henry Moore.   Scholastic Library. ISBN 0-531-16643-0.
- Seldis, Henry J. Henry Moore in America.   Praeger, 1973.
- Sylvester, David. Henry Moore.   London, Arts Council of Great Britain, 1968.
- Henry Moore: At Dulwich Picture Gallery.   Scala, 2004. ISBN 1-85759-352-9.